# Herbita castanea
Herbita castanea là một loài bướm đêm trong họ Geometridae.